# Блюм (дворянский род)
Блюм (нем. Blum) — дворянский род.
Определением Правительствующего Сената от 29 октября 1869 года, капитан Эдуард Фёдорович Блюм утверждён в потомственном дворянском достоинстве, с правом на внесение в третью часть дворянской родословной книги, по Всемилостивейше пожалованному ему в 1868 году ордену св. Владимира 4 степени.
Существовали также польские шляхетские роды Блюм гербов Бродзиц и собственного.

## Описание герба
В чёрном щите, усеянном золотыми шестиконечными звёздами, серебряная армиллярная сфера. В золотой оконечности щита лазоревая стрела, обращённая остриём вправо.
Над щитом дворянский шлем с короной. Нашлемник: встающий серебряной верблюд с чёрными крыльями и уздой. Намёт: справа — чёрный с серебром, слева — лазоревый с золотом (Герб. XIII, 134).